# Agrotis suffusa
Agrotis suffusa är en fjärilsart som beskrevs av Ignaz Schiffermüller 1776. Agrotis suffusa ingår i släktet Agrotis och familjen nattflyn. Inga underarter finns listade i Catalogue of Life.